# Фундатуриле (Бузау)
Фундатуриле (рум. Fundăturile) насеље је у Румунији у округу Бузау у општини Патарлађеле. Oпштина се налази на надморској висини од 404 m.

## Становништво
Према подацима из 2002. године у насељу је живело 216 становника, од којих су сви румунске националности.